# بمباران فورت استیونز
بمباران فورت استیونز (به انگلیسی: Bombardment of Fort Stevens) در ژوئن ۱۹۴۲، در جبهه آمریکا و جبهه اقیانوس آرام جنگ جهانی دوم رخ داد. زیردریایی آی-۲۵ امپراتوری ژاپن به فورت استیونز که از سمت اورگن ورودی اقیانوس آرام رودخانه کلمبیا دفاع می‌کرد، شلیک کرد.